# Compsobuthus yagi
Espèce
Compsobuthus yagi est une espèce de scorpions de la famille des Buthidae.

## Distribution
Cette espèce est endémique de la province du Sistan-et-Baloutchistan en Iran. Elle se rencontre vers Zahedan.

## Systématique et taxinomie
Cette espèce a été décrite par Barahoei en 2025.

## Publication originale
- Vahidinia, Ravan & Barahoei, 2025 : « A New Species of Scorpions (Arachnida: Scorpiones) from Southeastern Iran. » Proceedings of the Zoological Society, vol. 78, p. 29–37.